# Kensico (jezioro)
Jezioro Kensico – jezioro w stanie Nowy Jork, w hrabstwie Westchester. Jest położone 108 m n.p.m. Jest również bezpośrednio połączone z zbiornikiem retencyjnym Kensico Reservoir. Do jeziora wpływa rzeka Bear Gutter Creek.